# José Sancho
José Asunción Martínez, noto come José Sancho o Pepe Sancho (Manises, 11 novembre 1944 – Valencia, 3 marzo 2013), è stato un attore spagnolo.

## Filmografia parziale

### Cinema
- La furia degli Apache (El hombre de la diligencia), regia di José María Elorrieta (1964)
- I rinnegati di Fort Grant (Fuerte perdido), regia di José María Elorrieta (1964)
- Per un dollaro di gloria (Mutiny at Fort Sharpe), regia di Fernando Cerchio (1966)
- Django... cacciatore di taglie (Dos mil dólares por Coyote), regia di León Klimovsky (1966)
- Tu lo condanneresti? (Proceso a Jesús), regia di José Luis Sáenz de Heredia (1974)
- Il mistero del conte Lobos (Fai caan che), regia di Sammo Kam-Bo Hung (1984)
- A peso d'oro (El Dorado), regia di Carlos Saura (1988)
- ¡Ay, Carmela!, regia di Carlos Saura (1990)
- Todos a la cárcel, regia di Luis García Berlanga (1993)
- Libertarias, regia di Vicente Aranda (1996)
- Carne trémula, regia di Pedro Almodóvar (1997)
- Flores de otro mundo, regia di Icíar Bollaín (1999)
- Los lobos de Washington, regia di Mariano Barroso (1999)
- París Tombuctú, regia di Luis García Berlanga (1999)
- Figli del vento (Hijos del viento: Entre la luz y las tinieblas), regia di José Miguel Juárez (2000)
- Sexo por compasión, regia di Laura Mañá (2000)
- Arachnid - Il predatore (Arachnid), regia di Jack Sholder (2001)
- Stranded (Naufraghi) (Stranded), regia di María Lidón (2001)
- Parla con lei (Hable con ella), regia di Pedro Almodóvar (2002)
- La notte delle streghe (Cosa de brujas), regia di José Miguel Juárez (2003)
- Desde que amanece apetece, regia di Antonio del Real (2005)
- En fuera de juego, regia di David Marqués (2011)

### Televisione
- Novela - serie TV, 51 episodi (1970-1976)
- Curro Jiménez - serie TV, 40 episodi (1976-1978)
- Pedro I el Cruel - miniserie TV, 10 episodi (1989)
- Vecinos - serie TV, 20 episodi (1994)
- ¿Quién dá la vez? - serie TV, 13 episodi (1995)
- Carmen y familia - serie TV, 26 episodi (1996)
- Sant'Antonio di Padova - film TV (2002)
- Cuéntame cómo pasó - serie TV, 179 episodi (2001-2008)
- Crematorio - serie TV, 8 episodi (2011)
- Imperium - serie TV, 6 episodi (2012)

## Premi
- Premio Goya
  - 1998: "Mejor Actor de Reparto" (Carne trémula)
- Premios ACE
  - 2006: "Cinema - Best Character Actor" (El desenlace)